# Polay Kalan
Polay Kalan é uma cidade e uma nagar panchayat no distrito de Shajapur, no estado indiano de Madhya Pradesh.

## Demografia
Segundo o censo de 2001, Polay Kalan tinha uma população de 10,849 habitantes. Os indivíduos do sexo masculino constituem 52% da população e os do sexo feminino 48%. Polay Kalan tem uma taxa de literacia de 61%, superior à média nacional de 59.5%: a literacia no sexo masculino é de 74% e no sexo feminino é de 46%. Em Polay Kalan, 16% da população está abaixo dos 6 anos de idade.